# Allai
Allai – miejscowość i gmina we Włoszech, w regionie Sardynia, w prowincji Oristano. Graniczy z Busachi, Fordongianus, Ruinas, Samugheo, Siamanna, Siapiccia i Villaurbana.
Według danych na rok 2004 gminę zamieszkiwało 413 osób, 15,3 os./km².